# Krzysztof Skubiszewski
Krzysztof Jan Skubiszewski, né le 8 octobre 1926 à Poznań et mort le 8 février 2010 à Varsovie, est un homme politique polonais, ministre des Affaires étrangères de 1989 à 1993. 

## Biographie
Skubiszewski est diplômé de la faculté de droit de Poznań. Puis il a étudié à l'université de Nancy et l'université Harvard. En 1973, il devient professeur à l'Institut d'État et de droit de l'Académie polonaise des sciences. Il est membre de l'Académie pontificale des sciences sociales.
Il était président du Tribunal des réclamations États-Unis - Iran et membre du Curatorium de l'Académie de droit international de La Haye.
Depuis 1994, Krzysztof Skubiszewski était juge à la Cour permanente d'arbitrage à La Haye.  